# Attack No. 1
Attack No. 1 (яп. アタックNo.1 Аттаку намба Ван, Лучшая подача) — серия манги, и созданный по нему аниме-сериал, который стал первым в цикле сёдзё-сериалов о женском волейболе. Это также первый сёдзё-сериал, предназначенный для взрослой женской аудитории.
Манга впервые выпускалась в еженедельном журнале Weekly Maragaret Magazine. Тикако Урано — автор манги считается одним из основателей жанра сёдзё. Сама же манга была создана для привлечения более взрослой женской аудитории так как большинство сёдзё-сериалов, такие как Ведьма Салли например, были предназначены для детей. А также, чтобы извлечь выгоду из того, что японская женская волейбольная команда получила золотую медаль на олимпийских играх в 1964 году.
Сериал смог выделиться на фоне остальных сериалов, в которых преобладали жанры сэйнэн, приключения и научная фантастика и приобрёл большую популярность среди детей на территории западной Европы. На территории Франции мультфильм вышел под названием «Les Attaquantes», в Германии «Mila Superstar» (главная героиня Кодзуэ была переименована в Милу), в Италии «Quella Magnifica Dozzina» и «Mimì e la nazionale di pallavolo», где главную героиню зовут Мими. Позже в Италии другую героиню из нового сериала Attacker You! назовут похожим именем — Мила.
Позже на основе манги и сериала в 1970 и 1971 годах было выпущено 4 полнометражных фильма. В 1976 году вышло прямое продолжение сериала под названием New Attack No.1, однако сериал был слишком коротким. В 2004 и 2005 году сериал был перерисован и изменён стиль персонажей.
Также в 2005 году была выпущена дорама с участием известной японской актрисой Ая Уэто. Сериал транслировался по телеканалу TV Asahi с 4 апреля по 23 июня 2005 года.

## Сюжет
Действие разворачивается вокруг Кодзуэ Аюхары, девушки, которая перевелась в колледж Фудзими и хочет вступить в школьную волейбольную команду. Она дружится с членом команды Мидори Хаякавой и демонстрирует свой прирождённый талант учителю команды Хонго. Из-за этого Кодзуэ быстро наживает себе врагов. Позже девушка становится звездой команды. Однако из-за того, что помимо волейбола Кодзуэ не справляется с повседневными обязанностями, у девушки начинается стресс. Однако это не остановит новую цель главной героини — стать лучшим игроком Японии и получить мировое признание.

## Роли озвучивали
- Куруми Кобато — Кодзуэ Аюхара
- Сумиэ Сакай — Мидори Хаякава
- Кацудзи Мори — Дзиро Юдзима
- Сюсэй Накамура — тренер Хонго
- Масахико Мурасэ — Дайго Инокума
- Хироко Мори — Харуко Симидзу
- Ёко Кури — Миюки Онума
- Эйко Масуяма — Сатоми Ёсимура / Кёко Макимура
- Рэйко Муто — Митиру Сандзё
- Кэйко Ямамото — Каору Ягидзава
- Масако Эбису — Рёко Какиноути
- Масако Сугая — Ёсико Катори
- Кадзуко Савада — Накадзава
- Митико Номура — Юмико Михара
- Кадзуэ Такахаси — Юрико Мацуяма
- Хироко Судзуки — Селенина
- Норико Охара — Кэтти

## Фильмы
На основе сюжета манги и сериала в 1970 и 1971 годах было выпущено 4 полнометражных фильма студией Toho:
| Катакана                      | Английский перевод             | Дата выхода      | Продолжительность |
| ----------------------------- | ------------------------------ | ---------------- | ----------------- |
| アタック No.1                 | Attack No.1 the movie          | 21 марта, 1970   | 65 мин.           |
| アタック No.1涙の回転レシーブ | Attack No.1 Revolution         | 1 августа, 1970  | 61 мин.           |
| アタック No.1涙の世界選手権   | Attack No.1 World Championship | 19 декабря, 1970 | 55 мин.           |
| アタック No.1涙の不死鳥       | Attack No.1 Immortal Bird      | 17 марта, 1971   | 56 мин.           |

## Манга
Манга был переиздана издательством Shueisha в 2003 году.
| № | Дата публикации | ISBN               |
| - | --------------- | ------------------ |
| 1 | 2003 января     | ISBN 4-8342-7254-0 |
| 2 | 2003 января     | ISBN 4-8342-7255-9 |
| 3 | 2003 февраля    | ISBN 4-8342-7256-7 |
| 4 | 2003 февраля    | ISBN 4-8342-7257-5 |
| 5 | 2003 марта      | ISBN 4-8342-7258-3 |
| 6 | 2003 марта      | ISBN 4-8342-7259-1 |
| 7 | 2003 марта      | ISBN 4-8342-7260-5 |

Манга также перерисовывалась Одзавой, были выпущены 3 главы манги.
| № | Дата публикации | ISBN                   |
| - | --------------- | ---------------------- |
| 1 | 2005 марта      | ISBN 978-4-08-847834-0 |
| 2 | 2005 июня       | ISBN 978-4-08-847863-0 |
| 3 | 2005 ноября     | ISBN 978-4-08-846004-8 |

## Дорама
В 2005 году была выпущена дорама с участием известной японской актрисы Ая Уэто. Сериал транслировался по телеканалу TV Asahi с 4 апреля по 23 июня 2005 года. Также в съёмках принимала участие известная японская певица и актриса Кодзуэ Аюхара.
Сюжет
Сюжет сериала во многом схож с оригиналом, однако имеет некоторые отличия:
В отличие от манги Мидори Хаякаве не понравилась Кодзуэ, так как та была действительно хороша в волейболе, но в с коре они становятся лучшими друзьями. Между Мидори и Кодзуэ возникает значительно больше проблем. так как Мидори лучше играет в волейбол, а Кодзуэ очень ревнивая. Мидори оказывает очень сильное давление Цутому. Мидори знала Цутому с самого детства и когда узнала, что он любит Кодзуэ, то стала ревновать к ней. Когда Цутому умер, спасая мальчика, ревность Мидори к Кодзуэ исчезла.
Также Кодзуэ сильно ранит ногу и нуждается в операции, после чело нога полностью заживает.

## Критика и популярность
Манга и сериал способствовали всплеску интереса к жанру сёдзё как поджанру в 60-е годы. Первоначально сериал транслировался по вечернему прайм-тайму и набрал 20 % аудитории. Не меньшею популярность приобрело музыкальное сопровождение, исполняемое Кумико Оосуги, 700 тыс. копий которого было в скором времени продано. Позже стали выпускаться сёдзё-сериалы похожей концепции, но фокусировавшиеся на других видах спорта: Ace wo Nerae! (теннис), Yawara! A Fashionable Judo Girl (дзюдо) и другие.
Аниме-сериал получил множество наград, и остаётся всё ещё популярным, несмотря на свой возраст. Так например по результатам подсчёта телеканала TV Asahi 23 сентября 2005 года, сериал занял 60 место в списке 100 самых популярных аниме. 13 октября 2006 года сериал был признан «Любимым аниме-сериалом», заняв почётное 9 место в списке из 100 сериалов.
Сериал способствовал популяризации волейбола как в самой Японии, так и в других странах. Так, итальянская волейболистка мирового уровня, Франческа Пиччинини, начала занятие волейболом благодаря этому сериалу. В Италии аниме показывали с 80-х годов под названием «Mimi e la nazionale della pallavolo».